# Noiron-sous-Gevrey
Noiron-sous-Gevrey ist eine französische Gemeinde mit 1.143 Einwohnern (Stand 1. Januar 2022) im Département Côte-d’Or in der Region Bourgogne-Franche-Comté (vor 2016 Bourgogne); sie gehört zum Arrondissement Beaune und zum Kanton Nuits-Saint-Georges. Die Einwohner werden Noironnais genannt.

## Geographie
Noiron-sous-Gevrey liegt etwa vierzehn Kilometer südsüdöstlich von Dijon. Umgeben wird Noiron-sous-Gevrey von den Nachbargemeinden Saulon-la-Chapelle im Norden, Izeure im Osten und Südosten, Corcelles-lès-Cîteaux im Süden, Savouges im Südwesten, Broindon im Westen sowie Barges im Nordwesten.

## Bevölkerung
| Jahr                       | 1962 | 1968 | 1975 | 1982 | 1990 | 1999 | 2006 | 2013 | 2019 |
| Einwohner                  | 214  | 264  | 360  | 405  | 394  | 705  | 866  | 1086 | 1153 |
| Quellen: Cassini und INSEE |      |      |      |      |      |      |      |      |      |

## Sehenswürdigkeiten

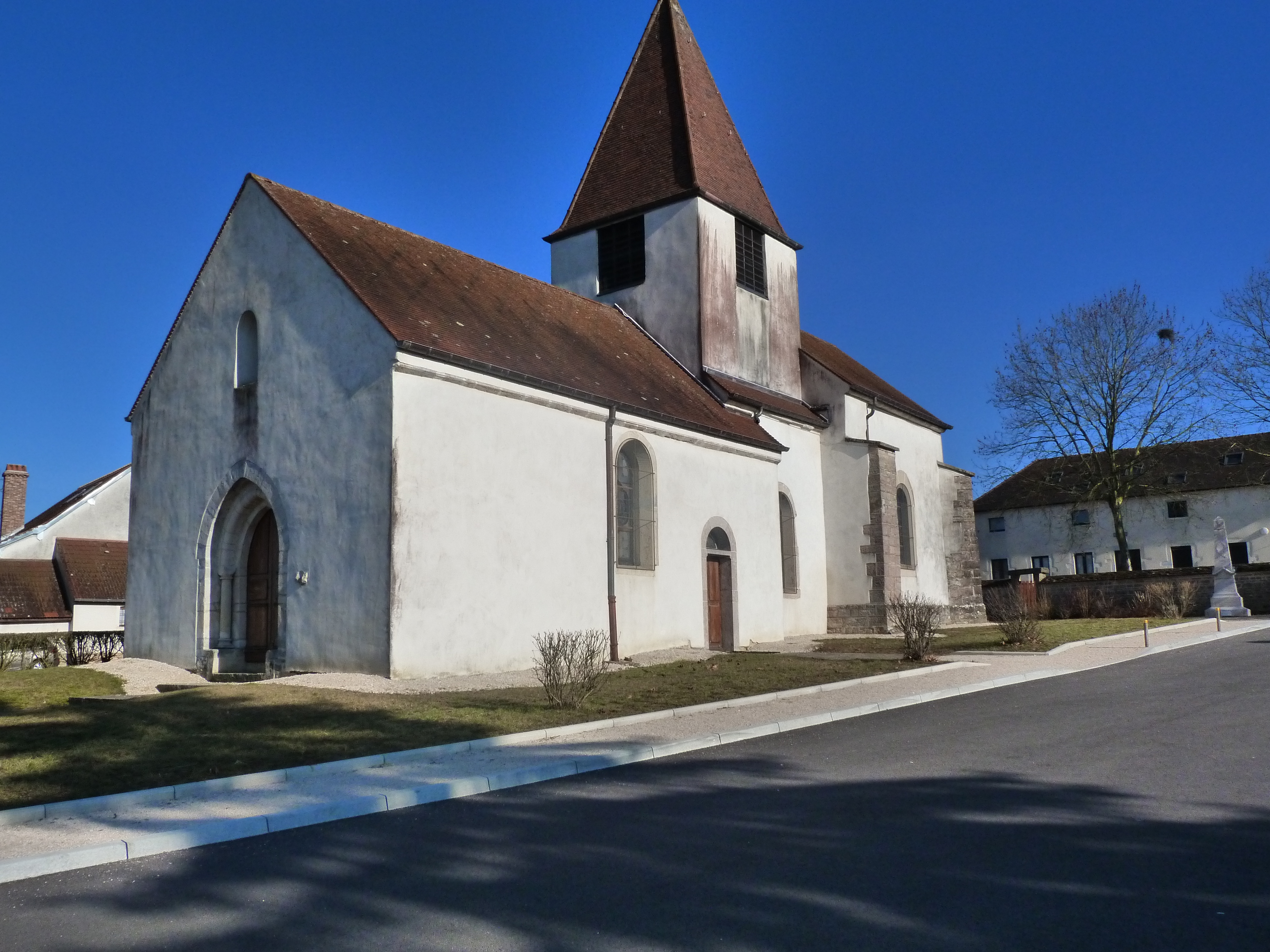
Kirche Mariä Geburt

- Kirche der Geburt der Jungfrau Maria (Église de la Nativité-de-la-Bienheureuse-Vierge-Marie)